# Говорун, Владимир Филиппович
Владимир Филиппович Говорун (укр. Володимир Пилипович Говорун; род. 14 июля 1935 года, с. Петровское Старобельского района Донецкой области Украинской ССР — 20 августа 2005 года) — украинский политический деятель, депутат Верховной рады Украины II созыва (1994—1998).

## Биография
Родился 14 июля 1935 года, с. Петровское Старобельского района Донецкой области (ныне в Луганской области) Украинской ССР.
В 1958 году окончил юридический факультет Львовского государственного университета.